# 非定常熱線法
非定常熱線法（ひていじょうねっせんほう、英: Transient Hot Wire Method）は、単に熱線法、流体分野では細線加熱法と称され、非定常状態で熱伝導率を測定する一つの方法である。一般に、非定常状態では熱拡散率が測定され、熱伝導率を求めるには別に測定した試料の比熱容量と密度を基に計算する必要があるが、非定常熱線法は既知の熱量を試料内に放散させることにより、非定常法でありながら熱伝導率が直接得られることを最大の利点としている。

## 非定常熱線法の特徴
この方法は、
1. 絶対測定法であり、
2. 測定時の試料温度に極めて近い温度に対する値が得られ、
3. 特殊な形状の試料を必要とせず、
4. 微視的には不均一であってもそれが平均化された測定値が得られ、
5. 測定に要する時間が短い

などの長所を有する。非定常熱線法は、その原理から比較的熱伝導率の小さな材料の測定に適した方法であるが、理論から実際の測定に適用される計算式の誘導過程での仮定条件を厳密に守れば、10 W/(m･K)までの測定は可能であるので、適用範囲の比較的広い測定法であると言える。

## 工業規格化への推移
早くからこの方法に注目していた旧西ドイツは、1979年に工業規格(DIN 51046)に採用し、1987年にはEU諸国の統合の動きに呼応して、国際標準化機構(ISO)はこの測定法を国際規格とすることを決め、DIN 51046を骨子としたISO 8894-1を公示した。日本においても、耐火断熱れんがの工業規格であった定常熱流平板法(JIS R 2616)が、試料内の一次元熱流状態の達成に長時間と、通過熱量の測定に熟練を要するなどのことから簡便法の確立が急務となり、1960年初頭に非定常熱線法に関する研究が開始された。その研究成果を基にして、1979年には耐火断熱れんがの熱伝導率測定法として日本工業規格（JIS R 2618）に採用され、1999年にはISO 8894-1との整合性をとりながらJIS R 2616を統合したJIS R 2616-2000が策定された。

## 原理と計算式
非定常熱線法は、定常法と異なり、熱移動の過渡現象を利用して熱伝導率を求めるものである。固体の場合には、2枚の試料の接合面の中央に挟まれた直線状の金属低抗線(以下、これを熱線と呼ぶ)に通電するとジュール熱が発生し、線に垂直な面内で放射状に拡がり、熱線に接した試料の温度は急速に上昇するが、試料内の熱拡散の難易によりその温度上昇の様子は試料によって種々異なる。この上昇率の時間依存性が試料の熱伝導率に関係するものとして、これから熱伝導率を知ろうとするのがこの測定法の原理である。この方法での熱伝導率の算出式は、理論式から次のようにして得られる。まず、無限に拡がった媒体中に太さのない無限長さの直線状熱源を仮定する。これより放散される熱は、図1のように、熱源に直交する面内で2次元的に拡散するものとすると、熱源からの距離rの点における温度変化は次のように表される。
{\displaystyle {\frac {\partial \theta }{\partial t}}=k\left({\frac {\partial ^{2}\theta }{\partial ^{2}r}}+{\frac {1}{r}}-{\frac {\partial \theta }{\partial r}}\right)}………(1)

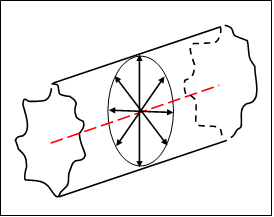
図1 無限媒体中に仮定された熱源からの熱の広がり

ただし、θ：温度、t：時間、k：熱拡散率である。
(1)式を次の3つの条件、
{\displaystyle {\begin{array}{ll}t=0,&\theta =0\,(0\leq r<\infty )\\t>0,&\theta =0\,(r\to \infty )\\t>0,&Q=-2\pi r\lambda \cdot {\frac {\partial \theta }{\partial r}}\end{array}}}
で解くと、次式がえられる。
{\displaystyle \theta ={\frac {q}{4\pi \lambda }}\left[-Ei\left(-{\frac {r^{2}}{4kt}}\right)\right]}………(2)
ここに、q：熱源からの放散熱量、λ：熱伝導率で、
{\displaystyle {\displaystyle -E_{i}(x)=\int _{x}^{\infty }{\frac {1}{x}}e^{-x}dx=-C-\ln x+{\frac {x}{1\cdot 1!}}-{\frac {x^{2}}{2\cdot 2!}}}}………(3)
である。 上式のC = 0.5772…でオイラー定数と呼ばれるものである。
r2/4ktが十分に小さい場合は(3)式の第3項以下が省略でき、-Ei(-x)=-C-ln xとなり、(2)式は、
{\displaystyle \theta ={\frac {Q}{4\pi \lambda }}\left(\ln {\frac {4kt}{r^{2}}}-C\right)}………(4)

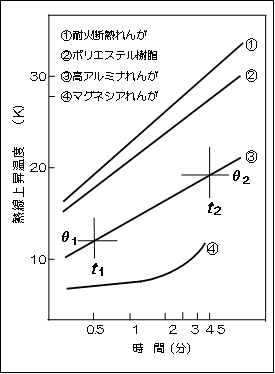
図2 熱線上昇温度と経過時間の関係

となる。(4)式は、熱線に接した試料温度（θ）を、時間を対数軸(log t)にとった片対数グラフにプロットすれば図2のように直線になり、このθ－log tの勾配中に熱伝導率が含まれていることを示している。従って、(4)式の成立している範囲内での任意の時間、t1、t2における温度をθ1、θ2とすれば、
{\displaystyle \theta _{2}-\theta _{1}={\frac {Q}{4\pi \lambda }}\cdot \ln {\frac {t_{2}}{t_{1}}}}………(5)
となるから、電気抵抗R(Ω/m)の金属線にI(A)の電流を通電してこれを熱源とし、t1～t2間 (秒または分)の熱源近傍の上昇温度θ2－θ1を測定すれば、熱伝導率λは次式から算出される。
{\displaystyle \lambda ={\frac {I^{2}R}{4\pi }}\cdot {\frac {\ln {(t_{2}/t_{1})}}{\theta _{2}-\theta _{1}}}}………(6)
上昇温度(θ)の測定場所は、熱線に近いことが望ましいので、実際には、熱線と接した試料中、すなわち、熱電対の温接点の先端を熱線に接した状態で測定を行う。
この考えに基づく測定法は、かなり古くから研究されており、まず、Stalhaneらによって実験的に解明されて経験式が導かれ、ついでvan der Heldらによって理論的に証明されて対流の影響を無視できる優れた液体測定法として確立され、広く用いられるようになったものである。
固体材料への応用は、1960年にHaupinによって試みられて熱線法(hot wire method)と称され、ASTM法と比較して極めてよく一致した結果を得て以来、耐火物、断熱材、粉粒体充填物などの迅速測定法として多くの研究者から注目された。

## 測定装置

### 装置の構成と測定方法
非定常熱線法の原理を用いた測定装置には、熱線への通電方式(直流か交流か)や、測温方式(測温計の種類や方法)の異なるものが種々考案されている。その中で、セラミックス製品の測定に用いられた代表的な測定装置の構成図を示す(図3)。

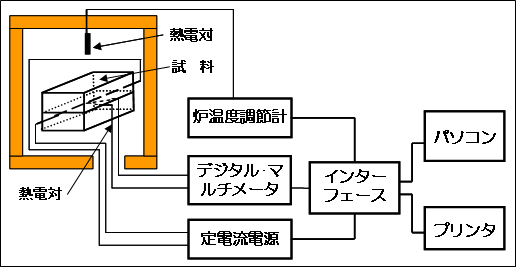
図3 代表的な非定常熱線法による熱伝導率測定装置

装置は、2個の試料の間に挟み込んだ熱線に一定電流を印加できる定電流電源と熱線の中央に溶接された熱電対の熱起電力で熱線温度を測定できるデジタルマルチメーターから構成され、最適供給電力と測定開始最適時期の検出がインターフェースを介したパソコンで行えるように設計されていると、自動で熱伝導率の測定を行うことができる。

### 熱線および熱電対
計算式の誘導時の仮定条件により、熱線はできるだけ細い方がよく、本装置のように一定電流を印加する方法では、温度の上昇に伴って熱線の電気低抗値が変化し発熱量が一定にならないので、抵抗の温度係数の小さい金属線が望ましい。熱線温度測定用の熱電対としては、温度変化を高感度に検出するために熱起電力の温度依存性の大きいものがよい。また、熱線と熱電対の太さはそれら自身を通しての熱の漏洩とも関係し、実際の使用に当たっては耐久性も必要であるから、これらを考慮していずれも線径0.3mmの、低温用(～1000℃)にはコンスタンタン線とK熱電対を、高温用 (～1400℃)にはPt13%Rh線とR熱電対が使用されている。

### 試料加熱用炉
高温での測定を行う場合には、試料を所定の温度に保持するための加熱炉を必要とするが、測定前の試料内部、並びに測定開始後の試料周辺温度は一定不変で、かつ、試料内に温度勾配ができないように留意して炉を設計しなければならない。
市販の加熱炉の多くは角型であるが、熱線から放散された熱流は、熱線と垂直な面内で放射状に拡がるので、円柱状試料を用いれば角柱状試料に比べて小型の管状炉が使え、均熱加熱が容易になる。管状炉では、管の両端を密封すれば真空中での測定が可能で、ガス導入口を設ければ各種ガス雰囲気中での測定ができるなどの利点がある。

### 粉・粒体測定用試料容器
セラミックス原料のような粉末や砂のような粒状物質は、JISまたはISOに規定されているような容器を用いれば測定可能で、充填量により熱伝導率の充填度依存性を知ることができる。ここで測定される熱伝導率は、あくまでも粉・粒体とその間隙を満たす気体の混合系に対するもので、材料固有の物性値ではない。固体－気体混合系の熱伝導率式を用いれば、粉・粒体自身の熱伝導率を推算することは可能である。小型の電子部品や粉・粒状でしか得られない材料の熱伝導率は、この方法が有用である。

## 測定条件
先にも述べたように、理論式から計算式を誘導する過程で種々の仮定がおかれているため、これを十分に吟味し、誤差をできるだけ小さくする条件を確立する努力がはらわれている。それらの中で、特に重要なものを挙げる。

### 試料の大きさ
測定に用いる試料は、大きければ大きいほど理想状態に近くなるが、常温ではともかく、高温における測定では測定温度に試料を保持するための加熱炉大きさも考慮する必要があるので、測定に必要、かつ最小の試料寸法を決めておくことが必須である。
熱線温度を長時間にわたって測定し続けると、θ- log t 線は図2の④のように最初の直接関係から逸脱して曲線となる。これは試料の有限化によるもので、この現象が現われる時間は、試料の大きさとその熱伝導率に密接に関係するので、測定に必要な最小寸法を決定することができる。
図4は、測定時間を5分間とした場合に必要とされる最小試片寸法と熱伝導率の関係を示したものである。

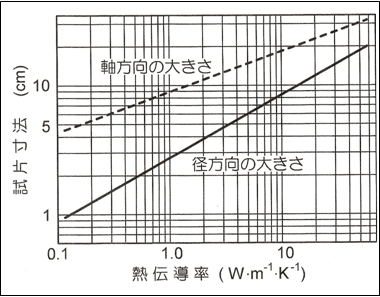
図4 測定時間5分間の場合に必要な試料の大きさ

他の測定法で用いられる試料と比べるとかなり大きいが、測定時間を1～2分間にすると、直径80 mm、長さ100mm程度の円柱状試料で15W/(m･K)程度までの測定は可能である。

### 測定時間
(6)式を使って熱伝導率を計算する際に必要な時間t1、t2は、θ- log t 線が直線関係を保っている範囲で任意に選ぶ。しかし、t1があまり小さいと熱線と試料の熱容量の差や空気層の存在などによってθ- log t 直線からはずれる場合がある。また、t1とt2との差が小さすぎると勾配の読みとりに誤差を伴うことになる。A.Mittenbuh1erはそれぞれ2分と10分とし、JIS R 2616では後述する理由により0.5分と5分として計算している。

### 適正供給電力
(6)式から、得られる熱伝導率の値は熱線への供給電力の大きさには無関係なはずであるが、供給電力が小さすぎると熱線自身の温度を高めるために電力が消費され、見掛けの熱伝導率は高くなるので適正な供給電力を選ばなければならない。
供給電力量の適正範囲は、後述する試料保持温度の変動にも関係するので、 t2がt1の10倍、すなわち0.5～5分の間に熱線温度が5～10℃になるような電力量を選べば、±5%の誤差内の測定値が得られる。

## 測定方法
5.2項で述べた熱線の中央に熱電対の温接点を溶接し、2個の試料の間に温接点が中央にくるように挟み込む。これを高温での測定を行う場合には図3のように所定の温度まで昇温保持できる加熱炉中に設置する。保持温度での温度変動が後述する範囲に入れば最適電力を熱線に印加し、その際に生じる熱起電力の変化を読み取り、電力印加開始からの熱線上昇温度と経過時間の対数の間に図2のような直線性が確認されれば、その勾配から(6)式を使って熱伝導率λを算出する。

## 高温測定において生ずる誤差
高温での測定は、常温の測定に比べて試料温度の保持状態や均熱性の良否に起因した大きな誤差を伴う

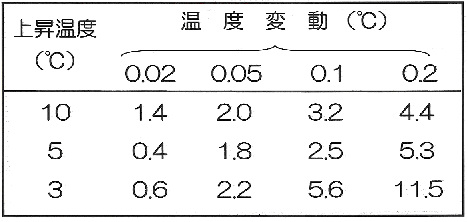
表1 試料温度変動と熱線上昇温度によって算出される熱伝導率に付随する誤差(%)

傾向がある。これは(2)式を導く際の仮定条件の実現にかかわるもので、一つは試料内の温度勾配であり、もう一つは試料保持温度の変動の大きさが主因である。
まず、前者の影響を調べるために、試料の上下面に種々の温度差を与えておいて熱伝導率を測定したところ、試料の中心温度に対して±1O%以内であれば、たとえ温度差があっても測定値は±5%の誤差内におさまり、この影響は比較的少ないことがわかっている。これに対して、JISが測定時間としている5分間で、試料温度に表1のような変動があったとして、それによる誤差を推算した結果は、熱線上昇温度が小さいと温度変動が少なくてもかなりの誤差を生ずることがわかる。前述のISO 8894-1ではこの温度変動を0.02℃/10分以内にするよう規定されているが、この条件を実際の電気炉で満足させるのは容易なことではない。そこで、熱線上昇温度を5℃以上とし、5分間の温度変動を±0.1℃以内におさえれば実用の測定には十分と考えられる。

## 測定値の再現性と信頼性
再現性については非定常熱線法が簡便法であるにもかかわらずこれまでこの方法を適用してきた研究者らにより、数％の誤差内で測定できることが立証されている。図5は、省エネ関連の調査研究において、本法での測定の上限に近い熱伝導率（室温）を有するスピネルれんがについて、ラウンドロビン・テストを行った結果であるが、8W/(m･K)以下であれば異なる装置および測定者によっても平均値に対して±10%の誤差内で測定値が得られることが確認されている。
信頼性については、現在、熱伝導率に関しては標準試料となるものは存在しないが、酸化ケイ素だけから成り、気孔率（泡）が存在せず、均質、かつ等方性の材料である透明石英ガラスについて、信頼性が検討された結果を図6に示す.いずれも定常熱流法で測定されたものであるが、測定結果には大きなばらつきがあり熱伝導率の測定が如何に難しいものであるかを示している。それらの中で、表2はE.H.Ratcliffeが最も確からしいものとして示した値で、非定常熱線法で測定された値は2%の誤差内でこれと一致している。

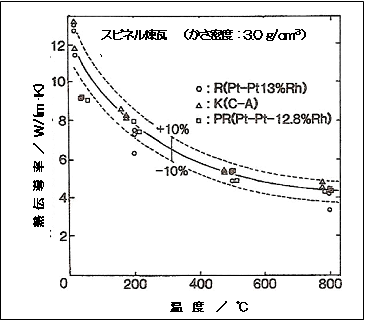
図5 スピネル煉瓦の熱伝導率測定結果

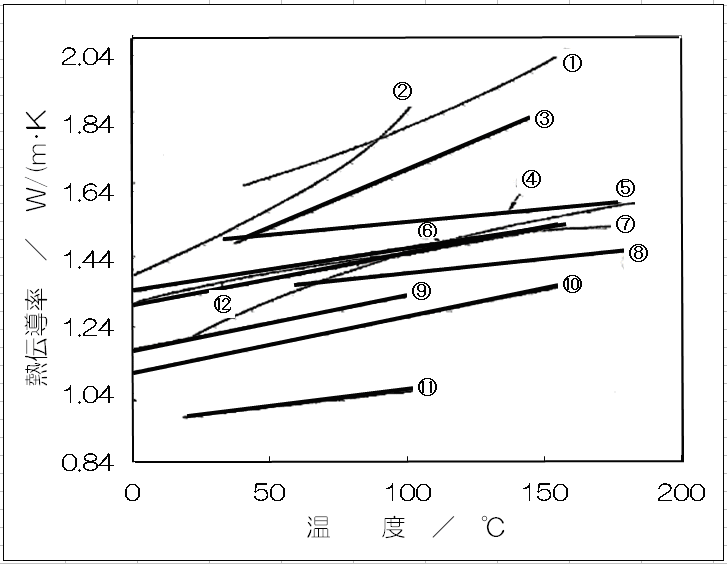
図6 透明石英ガラスの熱伝導率

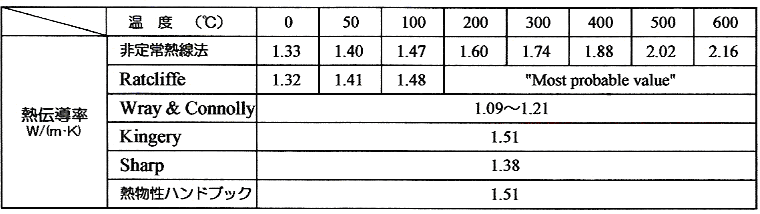
表2 透明石英ガラスの熱伝導率の比較